# Pułk Telegraficzny

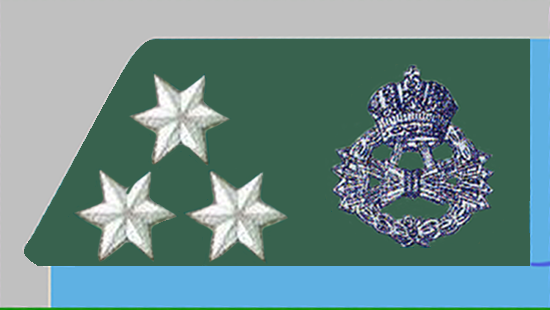
Oznaka stopnia plutonowego c. i k. Pułku Telegraficznego

c. i k. Pułk Telegraficzny (TelR) – oddział łączności cesarskiej i królewskiej Armii.

## Historia oddziału
Pułk Telegraficzny został sformowany 1 stycznia 1912 w Korneuburgu z Kadry Zapasowej Telegraficznej wydzielonej z Pułku Kolejowego i Telegraficznego (niem. Eisenbahn und Telegraphenregiment). Na stanowisko komendanta pułku został mianowany pułkownik Karol Blazeković, dotychczasowy komendant 2 Bośniacko-Hercegowińskiego Pułku Piechoty. Początkowo pułk był jednostką kadrową („en cadre”) liczącą 68 oficerów, 14 urzędników wojskowych oraz 458 podoficerów i szeregowców. 
W skład pułku wchodziło:
- dowództwo pułku (niem. Regimentsstab),
- cztery bataliony,
- kadra batalionu zapasowego (niem. Ersatz Baons Kader),
- oddział radiotelegraficzny (niem. Radioabteilung),
- oddział doświadczalny (niem. Versuchsabteilung),
- dział materiałowo-sprzętowy (niem. Materialverwaltung),
- dwa pododdziały szkolne dla jednorocznych ochotników,
- telegraficzna szkoła forteczna,
- kurs telegraficzny dla piechoty[3].

Każdy z czterech batalionów składał się z dowództwa (niem. Baonsstab), czterech kompanii telegraficznych i pododdziału szkolnego. 
Pułk był jednostką mobilizującą. Na wypadek wojny mobilizował następujące formacje polowe:
- 1 oddział telegraficzny Naczelnego Dowództwa,
- 10 oddziałów telegraficznych armii,
- 5 oddziałów telegraficznych specjalnych,
- 8 stacji telegraficznych ciężkich,
- 16 oddziałów telegraficznych dla korpusów,
- 16 oddziałów telefonicznych dla korpusów,
- 16 stacji radiotelegraficznych dla korpusów,
- 11 oddziałów telegraficznych kawalerii,
- 11 stacji telegraficznych kawalerii,
- 13 oddziałów telegraficznych fortecznych,
- 12 stacji radiotelegraficznych stałych,
- 32 oddziały telefoniczne dywizyjne,
- 3 oddziały telegraficzne górskie,
- 18 oddziałów telefonicznych górskich,
- 5 składnic polowych telegraficznych,

a ponadto dla Szefostwa telegrafii polowej:
- 6 sztabów dla szefów telegrafii armii i referentów telegrafii komendy etapu,
- 16 sztabów dla referentów telegrafii w korpusach[4].

## Żołnierze
- kpt. Tadeusz Jawor
- por. Zdzisław Jarosz-Kamionka